# Méréglise
Méréglise är en kommun i departementet Eure-et-Loir i regionen Centre-Val de Loire strax norr om centrala Frankrike. Kommunen ligger i kantonen Illiers-Combray som tillhör arrondissementet Chartres. År 2022 hade Méréglise 106 invånare.

## Befolkningsutveckling
Antalet invånare i kommunen Méréglise
Referens:INSEE